# Danuta Perka
Danuta Perka, z d. Wołosz (ur. 22 czerwca 1956 w Korszach) – polska lekkoatletka – płotkarka, halowa mistrzyni Europy (1979), wicemistrzyni Letniej Uniwersjady (1979).

## Kariera sportowa
Była zawodniczka Gwardia Warszawa. 
Największe sukcesy w karierze osiągnęła w 1979, zdobywając halowe mistrzostwo Europy w biegu na biegu na 60 m pł z wynikiem 7,95 (drugie miejsce w tym biegu zajęła Grażyna Rabsztyn) oraz srebrny medal Letniej Uniwersjady w biegu na 100 m ppł, z wynikiem 12,66 (bieg ten wygrała z czasem 12,62 Lucyna Langer).
Reprezentowała także Polskę na halowych mistrzostwach Europy w 1977, zajmując 5. miejsce w biegu na 60 m ppł, z wynikiem 8,42 oraz w zawodach Pucharu Europy w 1981 (wystąpiła w zawodach półfinałowych (3 m. w biegu na 100 m ppł i 5 m. w sztafecie 4 x 100 m), finale B (1 m. w biegu na 100 m ppł i 4 m. w sztafecie 4 x 100 m) oraz finale A (8 m. w sztafecie 4 x 100 m)).
Trzykrotnie zdobywała mistrzostwo Polski: w 1976 i 1979 w sztafecie 4 x 100 m, w 1983 w sztafecie 4 x 400 m. Na dystansie 100 m ppł zdobyła wicemistrzostwo Polski w 1983 oraz cztery brązowe medale (1976, 1979, 1981, 1983).  
Na halowych mistrzostwach Polski wywalczyła dwukrotnie złoty medal w biegu na 60 m ppł (1977, 1983), a także w tej samej konkurencji srebrny medal w 1979 i brązowy medal w 1982.
Jej rekord życiowy na 100 m ppł wynosi 12,65 (09.09.1979 w biegu eliminacyjnym na Uniwersjadzie), rekordy życiowe w hali wynoszą: na 50 m ppł – 6,76 (11 lutego 1979), na 60 m ppł – 7,95 (24.02.1979 w zwycięskim finale halowych mistrzostw Europy).
W latach 1977–1981 była klasyfikowana w pierwszej dziesiątce najlepszych płotkarek na listach światowych (1977 – 10 m. z wynikiem 13,13, 1978 – 5 m. z wynikiem 12,74, 1979 – 4 m. z wynikiem 12,65, przy czym trzy pierwsze miejsca należały również do Polek (1. – Grażyna Rabsztyn, 2. – Lucyna Kałek, 3. – Zofia Bielczyk), 1980 – 8 m. z wynikiem 12,69, 1981 – 3 m. z wynikiem 12,93, był to najlepszy wynik roku w Polsce). Silna konkurencja krajowa pozbawiła ją możliwości startu na letnich mistrzostwach Europy i igrzyskach olimpijskich.
Jej mężem był w latach 1978–1982 lekkoatleta Włodzimierz Perka.